# Santa Fe (Nuovo Messico)
Santa Fe (tewa: Oghá P'o'oge; navajo: Yootó) è la capitale dello Stato del Nuovo Messico. È la quarta città più grande dello stato ed è il capoluogo della contea di Santa Fe.
La città di Santa Fe (che significa "santa fede" in spagnolo) fu fondata dai coloni spagnoli nel 1610, rendendola la più antica capitale statale degli Stati Uniti d'America. Santa Fe aveva una popolazione di 84 612 abitanti nel 2018. È la principale città di un'area statistica metropolitana che comprende tutta la contea di Santa Fe e fa parte della grande area di Albuquerque-Santa Fe-Los Alamos. Il nome completo della città è La Villa Real de la Santa Fe de San Francisco de Asís ("la città reale della Santa Fede di san Francesco d'Assisi").
L'area che circonda Santa Fe è stata occupata per diverse migliaia di anni da popolazioni indigene; queste costruirono villaggi diverse centinaia di anni fa sull'attuale sito della città. Era chiamata dai Tewa Ogha Po'oge ("posto dell'acqua delle conchiglie bianche").

## Geografia fisica

### Territorio
Secondo l'Ufficio del censimento degli Stati Uniti d'America, ha una superficie totale di 46,05 mi² (119,27 km²).

### Clima
Santa Fe ha un clima di tipo temperato caldo, che risulta però condizionato dall'altitudine elevata della città, che la pone al riparo dagli eccessi delle maggiori ondate di caldo. Tale clima possiede anche caratteri di marcata continentalità con notevole escursione termica stagionale; gli inverni a Santa Fe sono moderatamente freddi e contraddistinti da forti escursioni termiche giornaliere, valori notturni inferiori a −10 °C sono frequenti così come sono abbastanza usuali massime prossime o superiori ai +10 °C, le temperature medie del mese di gennaio sono comunque comprese tra i −9,2 °C della minima e i +6,1 °C della massima (media giornaliera −1,6 °C); le estati sono invece piuttosto calde, con pomeriggi non di rado torridi (media delle massime del mese di luglio: +29,8 °C) e notti relativamente fresche (media delle minime di luglio +12,2 °C). In estate cadono 25-50 mm di pioggia al mese, in inverno 12 cm di pioggia al mese.

## Etimologia
Prima della colonizzazione europea delle Americhe, l'area occupata da Santa Fe tra il 900 d.C. e il 1500 era conosciuta dai popoli Tewa come Oghá P'o'oge ("Luogo dell'acqua delle conchiglie bianche") e dai Navajo come Yootó ("Perla" "Luogo dell'acqua"). Nel 1610 Juan de Oñate creò nell'area una provincia della Nuova Spagna, chiamandola Santa Fe de Nuevo México. Si svilupparono insediamenti spagnoli formali che portarono il governatore coloniale Pedro de Peralta a ribattezzare l'area "La Villa Real de la Santa Fe de San Francisco de Asís" (la Città Reale della Santa Fede di San Francesco d'Assisi). La frase spagnola "Santa Fe" significa "Santa Fede". Sebbene più comunemente conosciuta come Santa Fe, il nome completo e legale della città rimane fino ad oggi "La Villa Real de la Santa Fe de San Francisco de Asís".

## Storia

### Spagna e Messico
L'area di Santa Fe era originariamente occupata da popolazioni indigene Tanoan, che vivevano in numerosi villaggi "pueblo" lungo il Rio Grande. Uno dei primi insediamenti conosciuti in quello che oggi è il centro di Santa Fe risale al 900 d.C. Un gruppo di nativi Tewa costruì un gruppo di case incentrate attorno al sito dell'odierna Plaza e si estendeva per mezzo miglio a sud e a ovest; il villaggio si chiamava Oghá P'o'oge a Tewa. I Tanoani e altri gruppi Pueblo si stabilirono lungo il fiume Santa Fe per la sua acqua e per la navigazione.
Il fiume era perenne fino al 1700. Nel XX secolo il fiume Santa Fe era un corso d'acqua stagionale. Nel 2007 il fiume è stato riconosciuto come il fiume più in pericolo negli Stati Uniti d'America, secondo il gruppo di conservazione American Rivers.
Juan de Oñate guidò il primo tentativo spagnolo di colonizzare la regione nel 1598, istituendo la provincia della Nuova Spagna chiamata Santa Fe de Nuevo México. Sotto Juan de Oñate e suo figlio, la capitale della provincia era l'insediamento di San Juan de los Caballeros a nord di Santa Fe vicino al moderno Ohkay Owingeh Pueblo. Juan de Oñate fu espulso dal Nuovo Messico dagli spagnoli quando il suo governo fu ritenuto crudele nei confronti della popolazione indigena. Il secondo governatore spagnolo del New Mexico, Pedro de Peralta, tuttavia, fondò una nuova città ai piedi dei monti Sangre de Cristo nel 1607, che chiamò "La Villa Real de la Santa Fe de San Francisco de Asís", la Città Reale della Santa Fede di San Francesco d'Assisi. Nel 1610 la designò come capitale della provincia, e tale è rimasta quasi costantemente, rendendola la più antica capitale di Stato degli Stati Uniti.
La mancanza di rappresentanza dei nativi americani all'interno del primo governo del Nuovo Messico portò alla rivolta dei Pueblo del 1680, quando gruppi di diversi popoli nativi Pueblo riuscirono a scacciare gli spagnoli dal Nuovo Messico a El Paso. I Pueblo continuarono a gestire il Nuovo Messico vero e proprio dal Palazzo del Governatori a Santa Fe dal 1680 al 1692. Il territorio fu riconquistato nel 1692 da Diego de Vargas attraverso la campagna di guerra denominata "Riconquista senza sangue" che fu criticata come violenta anche all'epoca; fu il successivo governatore Francisco Cuervo y Valdez che iniziò veramente a mediare la pace, con la fondazione di Albuquerque, per garantire una migliore rappresentanza e accesso al commercio per i Pueblo nel Nuovo Messico. Altri governatori del Nuovo Messico, come Tomás Vélez Cachupin, furono ugualmente conosciuti per il loro lavoro lungimirante con la popolazione indigena del New Mexico.
Santa Fe era la sede provinciale della Spagna allo scoppio della guerra d'indipendenza messicana nel 1810. Era considerata importante dai commercianti di pellicce basati nell'attuale Saint Louis, nel Missouri. Quando l'area era ancora sotto il dominio spagnolo, i fratelli Chouteau di Saint Louis ottennero il monopolio del commercio di pellicce, prima che gli Stati Uniti acquisissero il Missouri con l'acquisto della Louisiana del 1803.
Lo status di Santa Fe come capitale del territorio messicano di Santa Fe de Nuevo México fu formalizzato nella Costituzione del 1824 dopo che il Messico ottenne l'indipendenza dalla Spagna. 
Quando la Repubblica del Texas si separò dal Messico nel 1836, tentò di rivendicare Santa Fe e altre parti del Nuevo México come parte della zona occidentale del Texas lungo il Rio Grande. Nel 1841 una piccola spedizione militare e commerciale partì da Austin, nel Texas, con l'intenzione di prendere il controllo del Santa Fe Trail, una via commerciale. Conosciuta come la spedizione texana di Santa Fe, la compagine era scarsamente preparata e fu facilmente catturata dall'esercito del Nuovo Messico.

### Stati Uniti d'America
Nel 1846 gli Stati Uniti d'America dichiararono guerra al Messico e il generale Stephen Watts Kearny guidò una truppa di 1700 soldati per occupare la città e l'intero territorio del Nuevo México. Nel 1848 gli Stati Uniti d'America annetterono il Nuovo Messico attraverso il trattato di Guadalupe Hidalgo.
Il colonnello Alexander William Doniphan, sotto il comando di Kearny, recuperò munizioni da Santa Fe riportanti sull'etichetta la dicitura "Spagna 1776", mostrando sia la mancanza di comunicazioni sia lo scarso supporto militare che il Nuovo Messico aveva sotto il dominio messicano.

Alcuni visitatori statunitensi all'inizio non vedevano la remota città come molto promettente. Un viaggiatore nel 1849 scrisse:
Non riesco a immaginare su che cosa si poggi Santa Fe. Il paese intorno è arido. A nord si erge una montagna innevata mentre la valle in cui è situata la città è grigia e sabbiosa. Le strade sono strette... Un messicano camminerà per la città tutto il giorno per vendere un fascio d'erba del valore di circa un centesimo. Sono le persone dall'aspetto più povero che abbia mai visto. Si nutrono principalmente di carne di montone, cipolle e peperoncino.
Nel 1851 arrivò Jean-Baptiste Lamy per divenire vescovo di Nuovo Messico, Arizona, Utah e Colorado nel 1853. Durante il suo episcopato viaggiò in Francia, Roma, Tucson, Los Angeles, Saint Louis, New Orleans e Città del Messico. Fece costruire la Cattedrale di Santa Fe Saint Francis e diede la sua impronta al cattolicesimo nella regione fino alla sua morte nel 1888.
Come parte della campagna del Nuovo Messico durante la guerra civile, il generale Henry Sibley occupò la città, facendo sventolare la bandiera confederata su Santa Fe per alcuni giorni nel marzo 1862. Sibley fu costretto a ritirarsi dopo che le truppe dell'Unione distrussero i suoi treni di approvvigionamento in seguito alla battaglia di Glorieta Pass.
Il 21 ottobre 1887 Anton Docher, "Il Padre di Isleta", si recò nel Nuovo Messico dove fu ordinato sacerdote nella Cattedrale di San Francesco di Santa Fe dal vescovo Jean-Baptiste Salpointe. Dopo alcuni anni di servizio a Santa Fe, Bernalillo e Taos, si trasferì a Isleta il 28 dicembre 1891. Scrisse un articolo etnologico pubblicato su The Santa Fé Magazine nel giugno 1913, in cui descrive la vita dell'inizio del XX secolo nei pueblo.
Quando le ferrovie furono estese ad ovest, Santa Fe in origine era prevista come un importante capolinea della Atchison, Topeka and Santa Fe Railway. Durante la costruzione dei binari nel Nuovo Messico, tuttavia, gli ingegneri civili decisero che era più pratico passare attraverso Lamy, una località della contea di Santa Fe a sud di Santa Fe. Un ramo ferroviario fu costruito da Lamy a Santa Fe nel 1880. La Denver and Rio Grande Western Railroad estese la sua linea a scartamento ridotto di nome Chili Line dalla vicina città di Española a Santa Fe nel 1886. 
Le due estensioni ferroviarie non bastarono a compensare gli effetti negativi del fatto che Santa Fe fosse stata aggirata dalla linea ferroviaria principale. La città subì un graduale declino economico all'inizio del XX secolo. Benefattori diedero vita a una serie di istituzioni per le arti e l'archeologia, in particolare la School of American Research, creata nel 1907 sotto la guida dell'eminente archeologo Edgar Lee Hewett. All'inizio del XX secolo Santa Fe divenne base per numerosi scrittori e artisti. Il primo aereo a sorvolare Santa Fe fu pilotato da Rose Dugan e aveva come passeggera Vera von Blumenthal. Le due donne diedero il via allo sviluppo dell'industria della ceramica indiana Pueblo, aiutando le donne indigene a commercializzare i loro prodotti. Contribuirono alla fondazione dell'annuale mercato indiano di Santa Fe.
Nel 1912 il Nuovo Messico fu ammesso come quarantasettesimo Stato degli Stati Uniti d'America, con Santa Fe come capitale.

### Ventesimo secolo

#### Piano del 1912
Nel 1912 quando la popolazione della città era di circa 5.000 persone, i principali esponenti della società civile della città progettarono e attuarono un sofisticato piano urbano che incorporava elementi del movimento contemporaneo City Beautiful, dell'urbanistica e della conservazione storica. Esso fu particolarmente influenzato da analoghi movimenti in Germania. Il piano prevedeva una crescita futura limitata, considerata la scarsità d'acqua, e studiava le prospettive di sviluppo nei dintorni. I progettisti prevedevano che il suo sviluppo dovesse essere in armonia con il carattere della città.

#### Artisti e turisti
Quando la linea ferroviaria principale non toccò Santa Fe, questa perse popolazione. Tuttavia, artisti e scrittori, oltre che pensionati, furono attratti dalla ricchezza culturale della zona, dalla bellezza dei paesaggi e dal suo clima secco. I dirigenti locali iniziarono a promuovere la città come attrazione turistica. La città appoggiò progetti di restauro architettonico e costruì nuovi edifici secondo tecniche e stili tradizionali, creando così il cosiddetto "stile Santa Fe".
Edgar L. Hewett, fondatore e primo direttore della School of American Research e del Museum of New Mexico a Santa Fe, fu uno dei principali promotori. Iniziò la Santa Fe Fiesta nel 1919 e la Southwest Indian Fair nel 1922 (ora conosciuta come Indian Market). Quando Hewett cercò di attirare un programma estivo per le donne del Texas, molti artisti si ribellarono, dicendo che la città non avrebbe dovuto promuovere un turismo artificiale a scapito della cultura artistica. Gli scrittori e gli artisti formarono l'Associazione Old Santa Fe e sconfissero il piano.

#### Campo di internamento giapponese americano
Durante la seconda guerra mondiale, il governo federale ordinò l'istituzione di un campo di internamento nippo-americano. A partire dal giugno 1942 il Dipartimento della giustizia federale arrestò 826 uomini nippo-americani dopo l'attacco di Pearl Harbor; questi furono internati vicino a Santa Fe, in un ex sito del Civilian Conservation Corps acquisito e ampliato allo scopo. Sebbene senza prove e senza un processo, gli uomini furono trattenuti con l'accusa di attività da quinta colonna. Il sito di sicurezza di Santa Fe era simile a una prigione militare, con recinzioni di filo spinato di tre metri e mezzo, torri di guardia dotate di riflettori e guardie dotate di fucili, armi bianche e gas lacrimogeni. A settembre gli internati furono trasferiti in altre strutture lontano da Santa Fe.
Il sito di Santa Fe fu quindi utilizzato per detenere cittadini tedeschi e italiani, considerati stranieri ostili dopo lo scoppio della guerra. Nel febbraio 1943 questi detenuti civili furono trasferiti alla custodia del Dipartimento della giustizia.
Il campo fu ampliato in quel momento per accogliere 2.100 detenuti nippo-americani, principalmente Nisei (nippo-americani di seconda generazione) e Kibei (che avevano studiato in Giappone prima di immigrare). Il campo rimase attivo anche dopo la fine della guerra; gli ultimi detenuti furono rilasciati a metà del 1946. La struttura fu chiusa e venduta in quanto non più in uso poco dopo. Il campo si trovava in quello che oggi è il quartiere di Casa Solana.

## Influenze spagnole
Gli spagnoli progettarono la città secondo le "Leggi delle Indie", regole e ordinanze urbanistiche stabilite nel 1573 dal re Filippo II. Il principio fondamentale era che la città fosse disposta intorno a una piazza centrale. Sul suo lato nord si trovava il Palazzo dei Governatori, mentre a est si trovava la chiesa che poi divenne la Basilica Cattedrale di San Francesco d'Assisi.
Uno stile importante implementato nella pianificazione della città era la griglia radiante di strade centrata sulla piazza centrale. Molte erano strette e comprendevano piccole viuzze, ma ognuna gradualmente confluiva nelle più disinvolte viuzze delle aree perimetrali agricole. Man mano che la città cresceva nel corso del XIX secolo, anche gli stili di costruzione si evolvevano, così che, quando divenne uno stato nel 1912, la natura eclettica degli edifici lo fece sembrare "Anywhere USA". Il governo della città si rese conto che il declino economico, iniziato più di vent'anni prima con lo spostamento della ferrovia verso ovest e la chiusura di Fort Marcy da parte del governo federale, poteva essere invertito dalla promozione del turismo.
Per raggiungere questo obiettivo, la città ha creato l'idea di imporre uno stile edilizio unificato: l'aspetto revival spagnolo del Pueblo, basato sul lavoro svolto per restaurare il Palazzo dei Governatori. Le fonti di questo stile provengono dai molti tratti distintivi dell'architettura locale: vigas (travi grezze a vista che fuoriescono dai muri di sostegno, e sono quindi visibili all'esterno come all'interno dell'edificio) e canales (getti di pioggia tagliati in corti muri di tetti piani), caratteristiche prese in prestito da molte vecchie case e chiese di adobe costruite molti anni prima e trovate nei Pueblos, insieme all'aspetto color terra (riprodotto in stucco) dei vecchi esterni dello stesso materiale.
Dopo il 1912 questo stile divenne ufficiale: tutti gli edifici dovevano essere costruiti utilizzando questi elementi. Nel 1930 ci fu un ampliamento per includere il "Territoriale", uno stile del periodo pre-statale che includeva l'aggiunta di portali (grandi portici coperti) e frontoni di porte e finestre dipinti di bianco (e talvolta anche piastrelle di terracotta su pendii tetti, ma con i tetti piani ancora dominanti). La città era diventata "diversa". Tuttavia, "nella fretta di pueblofy" Santa Fe, la città ha perso gran parte della sua storia architettonica ed eclettismo. Tra gli architetti più strettamente associati a questo nuovo stile ci sono T. Charles Gaastra e John Gaw Meem.
Con un'ordinanza approvata nel 1957, gli edifici nuovi e ricostruiti, in particolare quelli nei quartieri storici designati, devono esibire uno stile architettonico spagnolo territoriale o pueblo, con tetti piani e altre caratteristiche che suggeriscano la tradizionale costruzione in mattoni della zona. Tuttavia, molte case contemporanee della città sono costruite con legname, blocchi di cemento e altri materiali da costruzione comuni, ma con superfici in stucco (a volte indicato come "finto-dobe", pronunciato come una parola: "foe-dough-bee") rispecchiando lo stile storico.
In un rapporto del settembre 2003 di Angelou Economics, è stato stabilito che Santa Fe dovrebbe concentrare i suoi sforzi di sviluppo economico nei seguenti sette settori: arte e cultura, design, ospitalità, tecnologie di conservazione, sviluppo software, editoria e nuovi media e attrezzature per esterni e abbigliamento. Tre settori secondari mirati in cui Santa Fe si concentra sullo sviluppo sono l'assistenza sanitaria, i servizi per i pensionati e il cibo e le bevande. Angelou Economics ha inoltre riconosciuto tre segni economici che l'economia di Santa Fe era a rischio di deterioramento a lungo termine. Questi segni erano; una mancanza di diversità aziendale che legava troppo la città alle fluttuazioni del turismo e del settore governativo; l'inizio dell'espansione urbana, come risultato della crescita della contea di Santa Fe più rapida della città, il che significa che le persone si sposteranno più lontano dalla città per trovare terreni e ridurre i costi per le abitazioni; e una popolazione che invecchia insieme a una popolazione in rapida diminuzione di individui sotto i 45 anni, rendendo Santa Fe meno attraente per le reclute aziendali. Le sette industrie raccomandate dal rapporto "rappresentano un buon mix per la coltivazione economica a breve, medio e lungo termine".

## Società

### Evoluzione demografica
Secondo il censimento del 2010, la popolazione era di 67 947 abitanti.
Gli ultimi dati disponibili del 2018 parlano di 84 612 abitanti.

### Etnie e minoranze straniere
Secondo il censimento del 2010, la composizione etnica della città era formata dal 78,9% di bianchi, l'1,0% di afroamericani, il 2,1% di nativi americani, l'1,4% di asiatici, lo 0,1% di oceanici, il 12,8% di altre etnie, e il 3,7% di due o più etnie. Ispanici o latinos di qualunque etnia erano il 48,7% della popolazione.

## Infrastrutture e trasporti
La città è servita dal servizio ferroviario suburbano denominato New Mexico Rail Runner Express e dall'aeroporto regionale di Santa Fe.

## Amministrazione

### Gemellaggi
- Bukhara;
- Holguín;
- Icheon;
- Livingstone;
- Hidalgo del Parral;
- San Miguel de Allende;
- Santa Fe;
- Sorrento;
- Tsuyama;
- Zhangjiajie